# St. Lawrence (South Dakota)
St. Lawrence is een plaats (town) in de Amerikaanse staat South Dakota, en valt bestuurlijk gezien onder Hand County.

## Demografie
Bij de volkstelling in 2000 werd het aantal inwoners vastgesteld op 210.

## Geografie
Volgens het United States Census Bureau beslaat de plaats een oppervlakte van
4,0 km², geheel bestaande uit land.

## Plaatsen in de nabije omgeving
De onderstaande figuur toont nabijgelegen plaatsen in een straal van 40 km rond St. Lawrence.